# Ловийса
Ло́вийса (фин. Loviisa, швед. Lovisa) — город в Финляндии, на побережье Финского залива в 87 км восточнее Хельсинки.
Ловийса граничит с муниципалитетами Коувола, Лапинъярви, Мюрскюля, Порвоо и Пюхтяа. Ловийса вместе с Лапинъярви образуют субпровинцию (фин. Loviisan seutukunta). К 2010 году к городскому муниципалитету Ловийса присоединились муниципалитеты Перная, Лильендал и Руотсинпюхтяа.
После объединения с тремя соседними муниципалитетами население Ловийсы на январь 2010 года составляло 15 565 человек. Площадь городского муниципалитета составила 1 751,58 км², из которых 25,83 км² приходится на водоёмы, а 906,13 км² на прибрежные воды.
Город двуязычный: 56% населения говорят на финском языке, 43 % — на шведском.

## История
Город был основан в 1745 году как пограничная крепость (на границе Швеции с Россией). Своё название город получил в 1752 году в честь шведской королевы Ловисы Ульрики Прусской.
В XVIII веке, благодаря разрешению вести торговлю с иностранными государствами, город возвысился и стал процветать.
В 1855 году в ходе Крымской войны (Великое княжество Финляндское затронула Балтийская кампания этого масштабного конфликта, в финской историографии называемая Аландской войной) практически весь старый город был уничтожен пожаром вслед за бомбардировкой со стороны англо-французской эскадры.

## Экономика
Южнее центральной части города находится морской торговый порт Валко

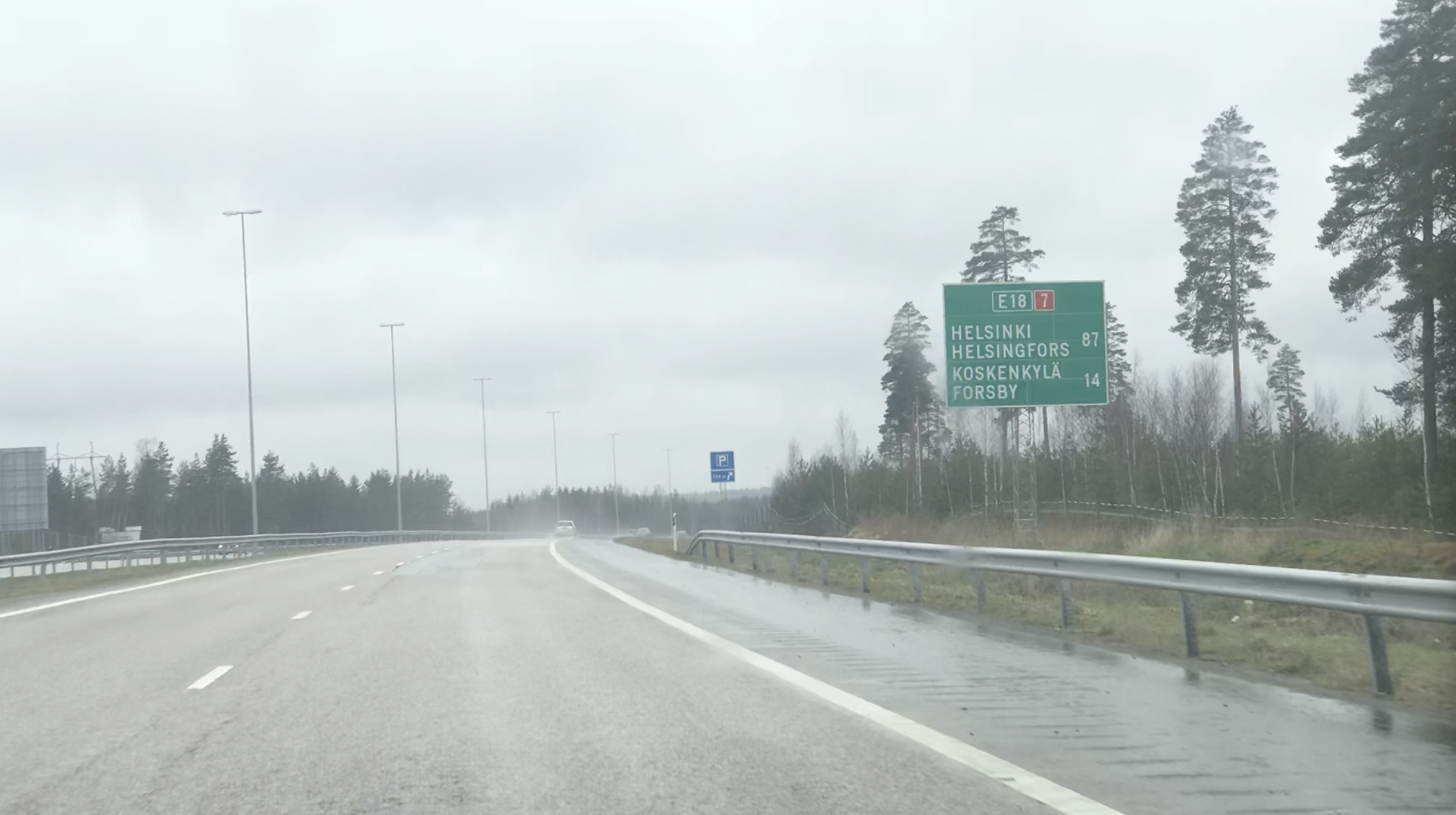
Е18 у Ловийсы

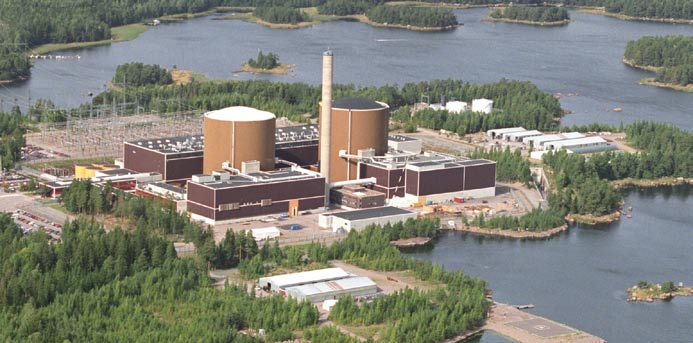
АЭС в Ловийсе

В 15 км юго-восточнее города, на острове Хястхолмен, находится одна из двух финских атомных электростанций — АЭС Ловийса.

## Достопримечательности
В Ловиисе сохранились бастионы Росен и Унгерн. Между ними проходила Королевская дорога.
Юго-восточнее города на острове при входе в Ловисский залив находятся руины шведской крепости Свартхольм. Оборонительное сооружение было построено шведами в середине 18 века, для защиты морских рубежей от русских войск. Однако, в 1808 году крепость все-таки была захвачена Россией. До середины 20 века крепость находилась в забвении, и лишь только с 1960 года началась её реконструкция. Крепость открыта для посещения летом. От центральной пристани Ловиисы на остров по расписанию ходит катер. Крепость в настоящее время является популярным местом отдыха как горожан, так и приезжих туристов, в том числе и из России, практикующих туристические поездки в Финляндию.
|  |  |  |

В 1858 году в честь Ловийсы, входившей тогда в Российскую империю, был назван Ловизский переулок на Выборгской стороне в Петербурге.

## СМИ

### Радио
- 98,3 МГц — Yle Vega[8]
- 99,1 МГц — Yle Radio Suomi[9]
- 105,2 МГц — Loop[10]
- 105,4 МГц — Radio Aalto[11]
- 106,0 МГц — Radio Queen Loviisa[12]
- 106,7 МГц — Radio Foni Oy[13]
- 106,8 МГц — Radio Iskelmä Porvoo[14]

## Известные горожане
- Авелан, Фёдор Карлович — генерал-адъютант, адмирал, в 1903—1905 годах — управляющий Морским министерством.
- Борн, Самуэль Фредрик фон (1782—1850) — государственный деятель Великого княжества Финляндского Российской империи.
- Сверчков, Владимир Дмитриевич — русский художник-баталист.

## Города-побратимы
- Хаапсалу, Эстония
- Хиллерёд, Дания
- Хортен, Норвегия
- Карлскруна, Швеция
- Оулафсфьордюр, Исландия
- Пакш, Венгрия
- Кахраманмараш, Турция
- Вараш, Украина